# Desperado (Pat Martino)
| Recensione | Giudizio |
| ---------- | -------- |
| AllMusic   |          |

Desperado è un album discografico di Pat Martino, pubblicato dalla casa discografica Prestige Records nel 1970.

## Tracce

### LP
Lato A
Musiche di Pat Martino, eccetto dove indicato.
1. Blackjack – 7:45
2. Dearborn Walk – 3:50
3. Oleo – 4:53 (musica: Sonny Rollins)

Lato B
Musiche di Pat Martino, eccetto dove indicato.
1. Desperado – 7:55 (musica: Pat Martino, Eddie Green)
2. A Portrait of Diana – 4:30
3. Express – 6:43

## Formazione
- Pat Martino – chitarra a dodici corde
- Eric Kloss – sassofono soprano (solo nel brano: Blackjack)
- Eddie Green – pianoforte elettrico
- Tyrone Brown – basso elettrico
- Sherman Ferguson – batteria, campane

Note aggiuntive
- Bob Porter – produttore, supervisione
- Registrazioni effettuate il 9 marzo 1970 a Englewood Cliffs, New Jersey (Stati Uniti)
- Rudy Van Gelder – ingegnere delle registrazioni
- Les Paul – note retrocopertina album originale[2] [3]